# Edla (frilla)
Edla, född på 900-talet, död efter år 1000, var en troligen vendisk vikingatida kvinna. Hon var frilla till Olof Skötkonung och mor till kung Emund den gamle av Sverige, den norska drottningen Astrid Olofsdotter av Sverige och Holmfrid, och möjligen mormor till Danmarks drottning Gunhild. 
Edla anses ha kommit från Venden, det slaviska området i nuvarande Mecklenburg i Tyskland, och antas ha kommit till Sverige som krigsfånge med kung Olof samtidigt som eller strax före Estrid av obotriterna omkring år 1000, möjligen något före. Hon ska ha varit hövdingadotter. Estrid blev Olofs drottning, medan Edla var hans älskarinna. Hennes son Emund blev 1050 kung i Sverige. Hennes levnadsår är okända. Enligt Snorre Sturlasson blev hennes barn omhändertagna av fosterföräldrar eller "mödernefränder" för att drottning Estrid behandlade dem illa. Detta kan möjligen tolkas som att Edla dog då hennes barn var små.      

## Barn
- Emund den gamle, kung av Sverige
- Astrid Olofsdotter av Sverige, gm. Olav den helige av Norge
- Holmfrid, gift med Sven Håkonsson